# Île-Grande
Die Île-Grande (bretonisch Enez-Veur – deutsch „Große Insel“) ist die größte (seit 1891 ehemalige) Insel im Gezeitenareal an der Côte de Granit Rose (deutsch „Küste des rosa Granits“). Sie liegt in der Gemeinde Pleumeur-Bodou im Département Côtes-d’Armor in der Bretagne in Frankreich. Westlich benachbart ist die Gezeiteninsel Île Aganton mit Hinweisen auf einen früheren Granitabbau.

## Die Insel
Die Insel hat eine Fläche von rund 300 Hektar und eine Bevölkerung von 800 Personen. Dies ergibt nominell eine Bevölkerungsdichte von 2667 Einwohnern pro km². Die Insel liegt landnah und ist durch einen schmalen Priel vom Festland getrennt. Sie ist über die einzige Straße und eine kleine Brücke zu erreichen.

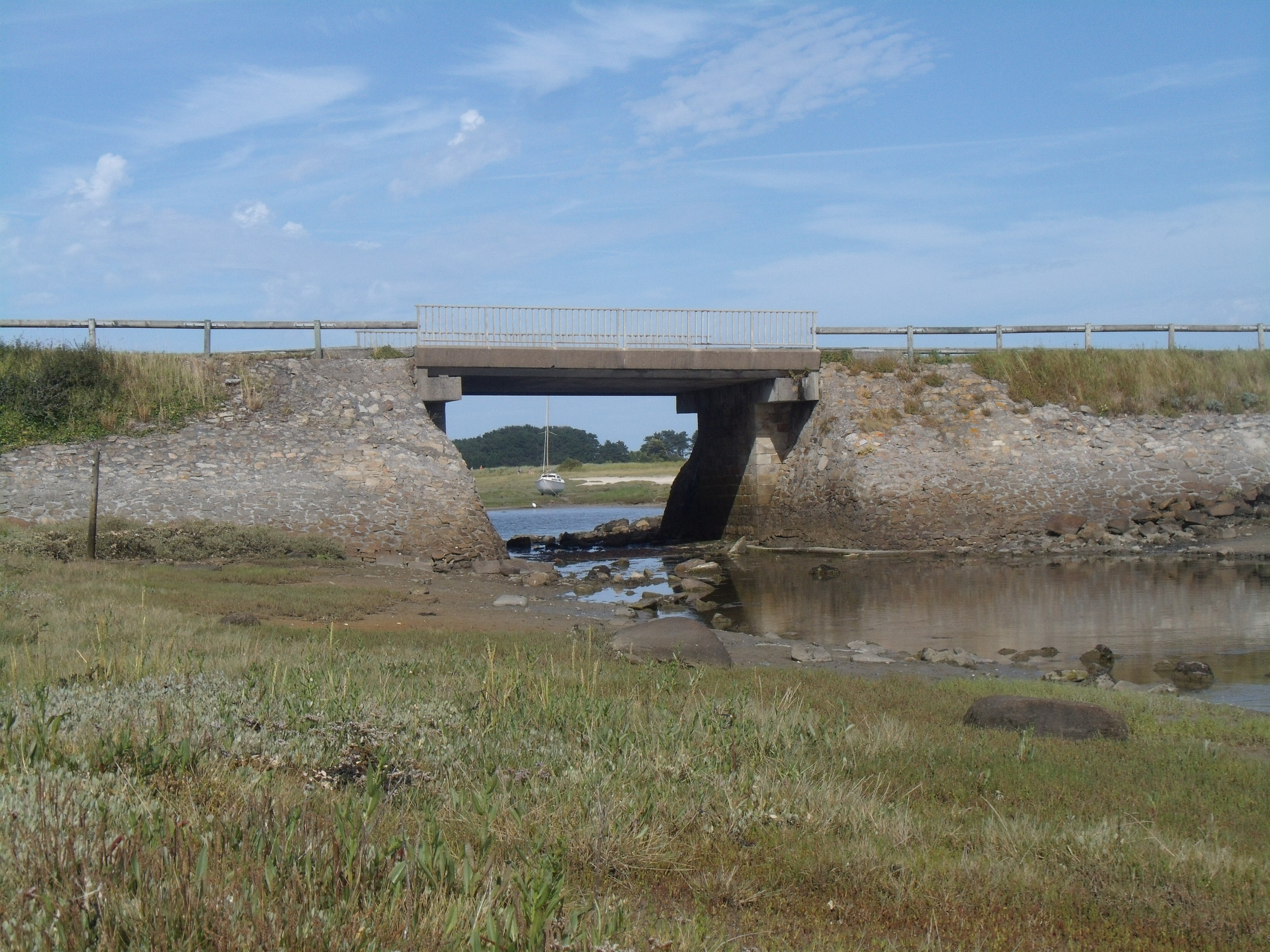
Brücke zur Île-Grande

Die Insel ist ein beliebtes Urlauberziel. Im Süden gibt es einen Badestrand. Auf der Insel befindet sich ein Vogelschutzzentrum der Organisation LPO. Diese betreut auch das Reservat auf den Sept Îles (deutsch „Sieben Inseln“), die der Küste vorgelagert sind. In einer Ausstellung kann man sich über die Fauna und Geschichte der Inseln informieren. Unter anderem werden Videos von der Basstölpelkolonie auf einer der Inseln gezeigt. Die Zahl der Brutpaare liegt in diesem Jahr bei über 18.000. Dort gibt es auch Papageientaucher und viele Möwenarten.

## Allée couverte Ty-Lia
Auf dem höchsten Punkt der Île-Grande befindet sich eine der charakteristischen Megalithanlagen der Bretagne, die von West nach Ost ausgerichtete Allée couverte Ty-Lia oder Ty-ar-C’horrandoned aus der Zeit um 3000 v. Chr. Sie ist 8,5 Meter lang und 1,6 Meter breit und wird von zwei 4,5 und 3,5 Meter langen Granitplatten abgedeckt, die wiederum von neun erhaltenen 1,0 bis 1,4 Meter hohen Tragsteinen gestützt werden. Eine dritte Deckplatte ist wohl zerbrochen, denn das nordwestliche Kammerende liegt frei. Die teilweise gespaltenen Tragsteine bilden die nahezu zuganglose Kammer. Einen Meter neben den Tragsteinen befinden sich neun aufgestellte Steine, die Reste der Einfassung des Bauwerks aus großen Platten. Wahrscheinlich war der Raum zwischen diesen Platten und der Galerie ursprünglich mit Erde oder Steinen angefüllt.